# Dark Demonia
Dark Demonia è un libro illustrato di 68 pagine edito nel 2005 per la Mondadori. In questa opera Isabella Santacroce grazie all'impatto visivo delle immagini di Talexi, narra la storia di un angelo destinato all'inferno.

## Edizioni
- Isabella Santacroce, Dark Demonia, Strade blu, Mondadori, 2005,  p. 68, ISBN 88-04-53941-0.